# Dízima periódica
Dízima periódica é um número que quando escrito no sistema decimal apresenta uma série infinita de algarismos decimais que, a partir de certo algarismo, se repetem em grupos de um ou mais algarismos, ordenados sempre na mesma disposição, chamados de período.

## Exemplos de dízimas
{\displaystyle {\dfrac {1}{2}}=0,5=50\%} - dízima finita (ou decimal exato).
{\displaystyle 0,3333333333...} - dízima infinita (ou decimal não exato).
{\displaystyle 2,3256565656...} - dízima infinita (ou decimal não exato).

## Período e comprimento de uma dízima periódica infinita
O conjunto de números que se repete na parte decimal (após a vírgula) em algum momento é chamado de período. O período de uma dízima pode ser denotado por uma barra acima: {\displaystyle 0,4629629...=0,4{\overline {629}}}.
Neste caso, o período é 629, sendo esse número composto por 3 algarismos (comprimento do período).

## Dízima periódica simples
Numa dízima periódica simples, o período aparece imediatamente após a vírgula (a parte decimal do número), pois não há anteperíodo, podendo ou não ter uma parte inteira não nula.
Exemplos:
- 0,444444… - "4" é o período.
- 0,5125125125… - "512" é o período.
- 0,68686868… - "68" é o período.
- 0,354235423542.. - "3542" é o período.
- 5,73737373... - "73" é o período.

## Dízima periódica composta
Na dízima periódica composta, pode haver uma parte inteira e há um ou mais algarismos entre a vírgula e o período, que não entram na composição do período. Esse conjunto de algarismos que aparecem na parte decimal sem participar do período é chamado de anteperíodo.
Exemplos:
- 0,7888… - "7" é o anteperíodo.
- 0,58444444… - "58" é o anteperíodo.
- 0,15262626… - "15" é o anteperíodo.
- 2,34222222... - "34" é o anteperíodo.

## Exemplos e notação
A repetição de algarismos geralmente é indicada pelo sinal de reticências ou por uma barra (traço) acima do período.
- {\displaystyle {\frac {1}{3^{4}}}=0,012345679012345679\ldots }
- {\displaystyle {\frac {1}{3}}=0,333333333333\ldots }
- {\displaystyle {\frac {1}{7}}=0,142857142857\ldots }
- {\displaystyle {\frac {1}{9}}=0,111111111111\ldots }

- {\displaystyle {\frac {1}{3^{4}}}=0,{\overline {012345679}}}
- {\displaystyle {\frac {1}{7}}=0,{\overline {142857}}}
- {\displaystyle {\frac {1}{9}}=0,{\overline {1}}}
- {\displaystyle {\frac {1}{3}}=0,{\overline {3}}}

## Fração geratriz de uma dízima periódica
Toda dízima periódica representa um número racional, isto é justificado de forma construtiva ao encontrar a fração que dá origem à dízima.

### Exemplo
1. Seja a dízima {\displaystyle x=1,253535353\ldots \,}. Observamos a repetição dos algarismos 5 e 3 (período), tomamos então o número {\displaystyle 10x} para "mover" o anteperíodo (2) para a parte inteira da dízima:

{\displaystyle 10x=12,5353535353\ldots \,}

2. Multiplicamos novamente a expressão por um múltiplo de 10, desta vez tomando como referência a quantidade de algarismos que formam o período. No caso, são dois algarismos que formam o período (5 e 3), portanto, multiplicamos a expressão por 100 (a quantidade de zeros equivale à quantidade de algarismos do período):
{\displaystyle 1000x=1253,535353....}
3. Se subtrairmos {\displaystyle 10x\,} de {\displaystyle 1000x\,} temos:
{\displaystyle {\begin{array}{rcl}1000x&=&1253,5353535353\ldots \\10x&=&12,53535353\ldots \\990x&=&1241\end{array}}}

Portanto, {\displaystyle x=1,2535353...={\frac {1241}{990}}}
Este raciocínio dedutivo pode ser aplicado a qualquer dízima periódica para encontrar sua fração geratriz.
Outro método mais elaborado para calcularem-se frações geratrizes é por meio de progressões geométricas e a soma de infinitos termos.

### Algoritmo Usual
A geratriz de uma dízima periódica simples pode ser encontrada a partir de procedimentos simples seguindo o algoritmo:
1. Encontre a parte inteira e o período.
2. Escreva uma fração em que o numerador seja um número formado pelos algarismos da parte inteira e do período subtraído da parte inteira e que o denominador tenha o algarismo 9 para cada dígito que compõe o período.

Exemplo:
{\displaystyle 1,3232...=1,{\overline {32}}}
A parte inteira é 1 e o período é 32, logo, a fração geratriz dessa dízima terá um numerador 132 - 1 e um denominador 99 (o período tem 2 algarismos, portanto, serão dois "noves").
{\displaystyle 1,3232...=1,{\overline {32}}={\frac {132-1}{99}}={\frac {131}{99}}}
Da mesma forma, geratriz de uma dízima periódica composta é a fração cujo numerador é composto pela parte inteira, anteperíodo e período subtraído do anteperíodo e cujo denominador é formado por tantos "noves" quantos forem os algarismos do período, juntamente com a quantidade de zeros que representa a quantidade de algarismos do anteperíodo.
Por exemplo:
{\displaystyle 0,14275275275...=0,14{\overline {275}}}
Anteperíodo: 14, sendo formado por 2 algarismos, logo, o denominador terá dois "zeros".
Período: 275, sendo formado por 3 algarismos, logo, o numerador terá três "noves".

O numerador será um número formado pelos algarismos da parte inteira (0), anteperíodo (14) e período (275), ou seja, 14275, subtraído do anteperíodo (14). O denominador será 99900, pois o período é composto por 3 algarismos (999) e o anteperíodo é composto por 2 algarismos (00). Dessa forma, {\displaystyle {\frac {14275-14}{99900}}={\frac {14261}{99900}}}. Portanto, a geratriz da dízima 0,14275275... é {\displaystyle {\frac {14261}{99900}}}.

## Dízimas periódicas e séries geométricas infinitas
Toda dízima periódica pode ser decomposta em infinitas somas, dado que o período se repete infinitamente, por exemplo:
A dízima {\displaystyle 0,313131...} (que pode ser reescrita na forma {\displaystyle 0,{\overline {31}}}) pode ser decomposta na soma infinita {\displaystyle 0,31+0,0031+0,000031\;+\;...}
Essa soma pode ser interpretada como uma série geométrica infinita, cujo primeiro termo é 0,31 e a razão é igual ao inverso de 10 elevado ao número de algarismos do período, que no caso é 2, ou seja, {\displaystyle 10^{-2}} ou {\displaystyle {\frac {1}{100}}}.
Assim, podemos representar essa dízima como uma série infinita:{\displaystyle \sum _{k=0}^{\infty }\left(0,31\cdot 10^{-2k}\right)=\sum _{k=0}^{\infty }\left(0,31\cdot {\frac {1}{100^{k}}}\right)=\sum _{k=0}^{\infty }\left({\frac {31}{10^{2(k+1)}}}\right)}Considerando {\displaystyle \mid \ q\ \mid } o valor absoluto da razão e que {\displaystyle \mid \ q\mid <1}, temos uma série convergente que pode ser calculada pela fórmula da série geométrica infinita {\displaystyle {\frac {a_{1}}{1-q}}}:{\displaystyle \sum _{k=0}^{\infty }\left(0,31\cdot {\frac {1}{100^{k}}}\right)={\frac {0,31}{1-{\frac {1}{100}}}}={\frac {0,31}{\frac {99}{100}}}}Simplificando essa fração, obtemos a geratriz da dízima:{\displaystyle {\frac {0,31}{\frac {99}{100}}}={\frac {31}{99}}}Portanto, {\displaystyle 0,{\overline {31}}={\frac {31}{99}}}.
De modo geral, se temos uma dízima periódica com uma parte inteira {\displaystyle a}, um período {\displaystyle p} composto por {\displaystyle x} algarismos e um anteperíodo {\displaystyle b} composto por {\displaystyle y} algarismos, podemos representar a dízima como uma série infinita:{\displaystyle a+10^{-y}\cdot \left[b+\sum _{k=0}^{\infty }\left({\frac {p}{10^{x(k+1)}}}\right)\right]}No caso da dízima periódica simples, as variáveis {\displaystyle b} e {\displaystyle y} são nulas, visto que não há anteperíodo. Desta forma, podemos simplificar a fórmula:{\displaystyle a+\sum _{k=0}^{\infty }\left({\frac {p}{10^{x(k+1)}}}\right)}Exemplo
Seja a dízima periódica composta {\displaystyle 1,2{\overline {34}}}, podemos escrevê-la como uma série infinita utilizando o recurso acima, em que:
{\displaystyle a=1}, {\displaystyle b=2}, {\displaystyle y=1}, {\displaystyle p=34} e {\displaystyle x=2}.
{\displaystyle a+10^{-y}\cdot \left[b+\sum _{k=0}^{\infty }\left({\frac {p}{10^{x(k+1)}}}\right)\right]=1+10^{-1}\cdot \left[2+\sum _{k=0}^{\infty }\left({\frac {34}{10^{2(k+1)}}}\right)\right]=1,2+{\frac {1}{10}}\cdot \left[\sum _{k=0}^{\infty }\left({\frac {34}{10^{2(k+1)}}}\right)\right]}
Simplificando:
{\displaystyle =1,2+{\frac {1}{10}}\left({\frac {34}{10^{2}}}+{\frac {34}{10^{4}}}+{\frac {34}{10^{6}}}+\,...\right)}
{\displaystyle =1,2+0,034+0,00034+0,0000034\,+\,...}
{\displaystyle =1,2343434...\;\;{\text{ou}}\;\;1,2{\overline {34}}}
Como {\displaystyle k} é uma variável indexada que sempre será um número natural após o incremento de uma unidade no somatório, podemos afirmar que a condição {\displaystyle \mid \ q\mid <1} será sempre verdadeira e portanto, teremos uma série convergente, o que nos possibilita encontrar a fração geratriz da dízima a partir da fórmula da série geométrica infinita:
{\displaystyle \sum _{k=0}^{\infty }a_{1}\cdot q^{k}={\frac {a_{1}}{1-q}},\,\mid q\mid <1}
Neste caso, {\displaystyle a_{1}=0,34}, e como o período possui 2 algarismos, {\displaystyle q=10^{-2}={\frac {1}{100}}}.
{\displaystyle 1,2+{\frac {1}{10}}\cdot \sum _{k=0}^{\infty }\left({\frac {34}{10^{2(k+1)}}}\right)=1,2+{\frac {1}{10}}\cdot {\frac {a_{1}}{1-q}}=1,2+{\frac {1}{10}}\cdot {\frac {0,34}{1-{\frac {1}{100}}}}=1,2+{\frac {34}{990}}={\frac {611}{495}}}
Portanto, {\displaystyle 1,2{\overline {34}}={\frac {611}{495}}}.